# Primavera (Rosana)
Primavera (anteriormente Porto Primavera) é um distrito do município brasileiro de Rosana, no interior do estado de São Paulo, mas que ainda não está cadastrado na Divisão Territorial Brasileira do IBGE por não possuir uma representação cartográfica encaminhada à instituição pelo poder público municipal.

## História

### Origem
No início da década de 70, nos levantamentos dos recursos hidrelétricos feitos na região do Pontal do Paranapanema, tanto o Rio Paraná como o Rio Paranapanema foram considerados propícios à construção de usinas hidrelétricas.
Para abrigar os trabalhadores das obras da Usina Hidrelétrica de Porto Primavera e da Usina Hidrelétrica de Rosana, a Companhia Energética de São Paulo (CESP) criou o núcleo urbano de Primavera em 1980, localizado a cerca de 12 km de Rosana, que na época era distrito de Teodoro Sampaio.
O núcleo urbano em construção recebeu o nome de Primavera, em virtude de sua instalação coincidir com o início da primavera, e também porque uma das usinas se chamava Porto Primavera. Com seu traçado planejado, num projeto em formato de navio e com ruas onduladas que remetem aos rios, foi construída uma vila residencial bem planejada, com diversos tipos de moradias, arborização natural, clubes, hospital e toda infraestrutura necessária, como energia elétrica, água encanada, tratamento de esgoto e vias pavimentadas.
Acabou por se tornar um bairro permanente, pertencendo ao município de Teodoro Sampaio até 1993, quando Rosana se emancipou. Logo após, Primavera foi elevada a distrito de Rosana, conforme Lei Ordinária nº 215 de 8 de abril de 1994, mas esta acabou não tendo efeito.
Nas eleições de 2016 um plebiscito foi realizado para a criação do distrito, que teve 82% de aprovação da população, e com isso foi elevado definitivamente a categoria de distrito em 2020.

### Formação administrativa
- Lei Complementar nº 60 de 12/03/2020 - Dispõe sobre a criação do Distrito de Primavera[8].

## Geografia

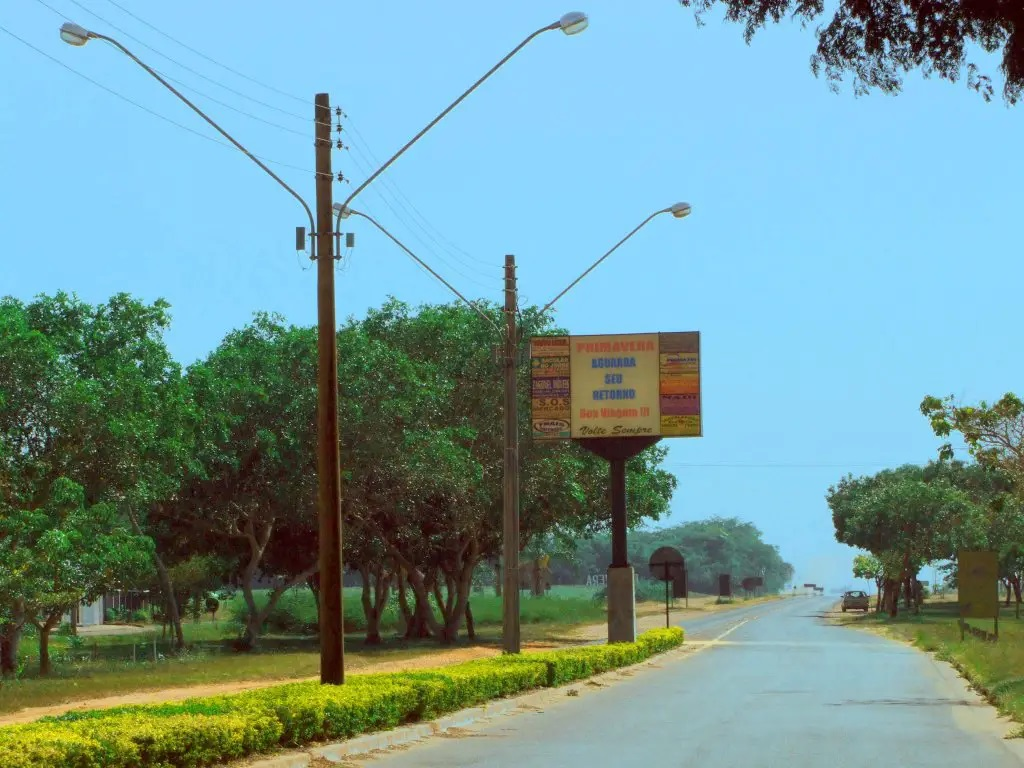
Entrada do distrito.

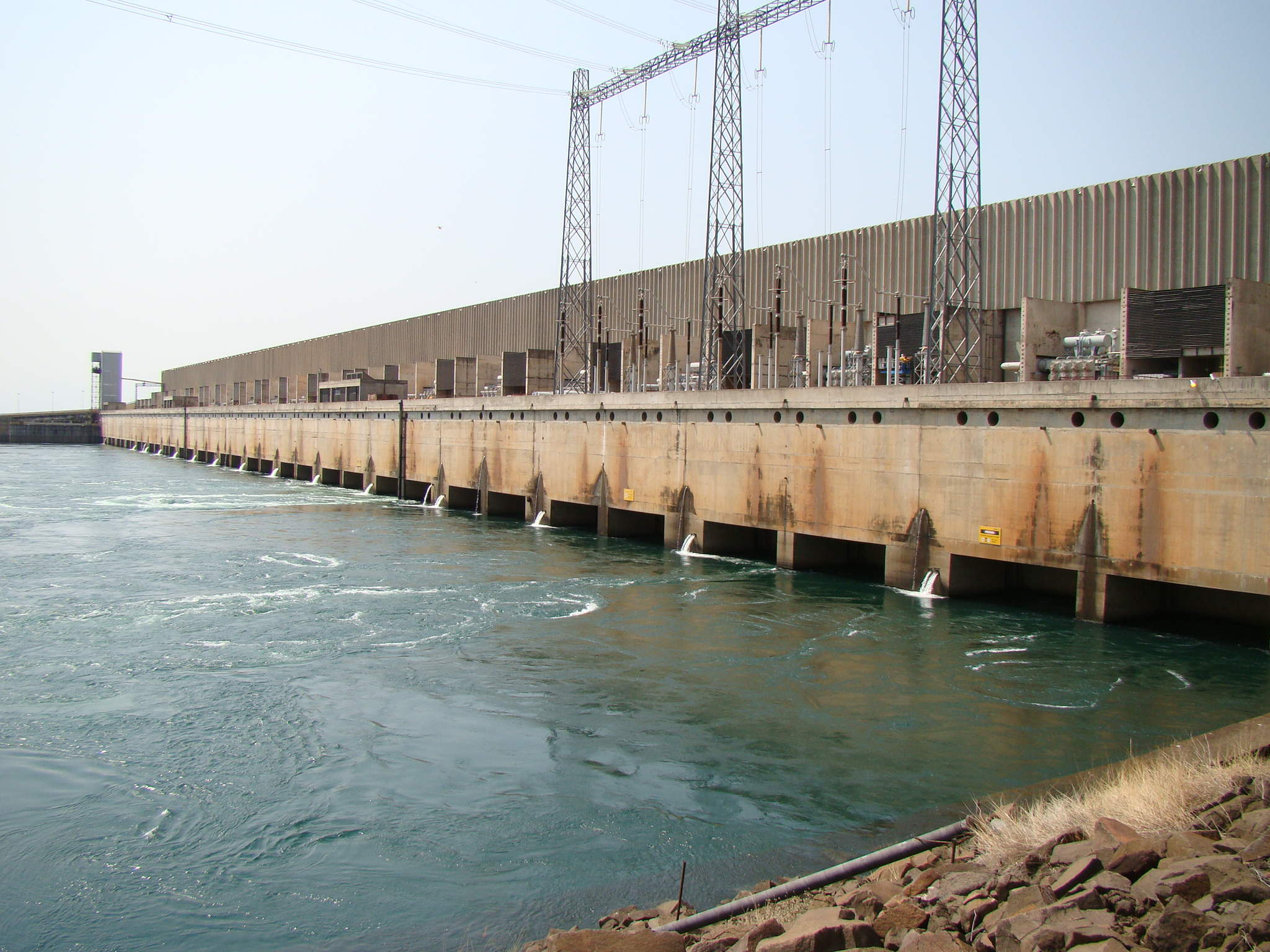
Usina Porto Primavera.

### Localização
O distrito está situado à 12 quilômetros da cidade de Rosana em um local estratégico, onde há um entroncamento de rodovias que ligam as regiões Centro-Oeste e Sul do Brasil, respectivamente aos Estados de Mato Grosso do Sul e Paraná.

### Demografia

#### População urbana
| Crescimento população urbana | Crescimento população urbana | Crescimento população urbana | Crescimento população urbana |
| Censo                        | Pop.                         |                              | %±                           |
| ---------------------------- | ---------------------------- | ---------------------------- | ---------------------------- |
| 1991                         | 11 156                       |                              | —                            |
| 2000                         | 12 737                       |                              | 14,2%                        |
| 2010                         | 10 289                       |                              | −19,2%                       |
| Fonte: IBGE e Fundação SEADE |                              |                              |                              |

Até o Censo 2010 (IBGE) Primavera era classificado pelo IBGE como área urbana isolada do distrito sede.

### Rodovias
O principal acesso ao distrito é a Rodovia Arlindo Bettio (SP-613).

### Hidrografia
- Rio Paraná, onde foi instalada a Usina Hidrelétrica de Porto Primavera, que é a mais extensa do Brasil, com 10,2 km de comprimento[11]
- Rio Paranapanema, onde foi instalada a Usina Hidrelétrica de Rosana[12]

## Serviços públicos

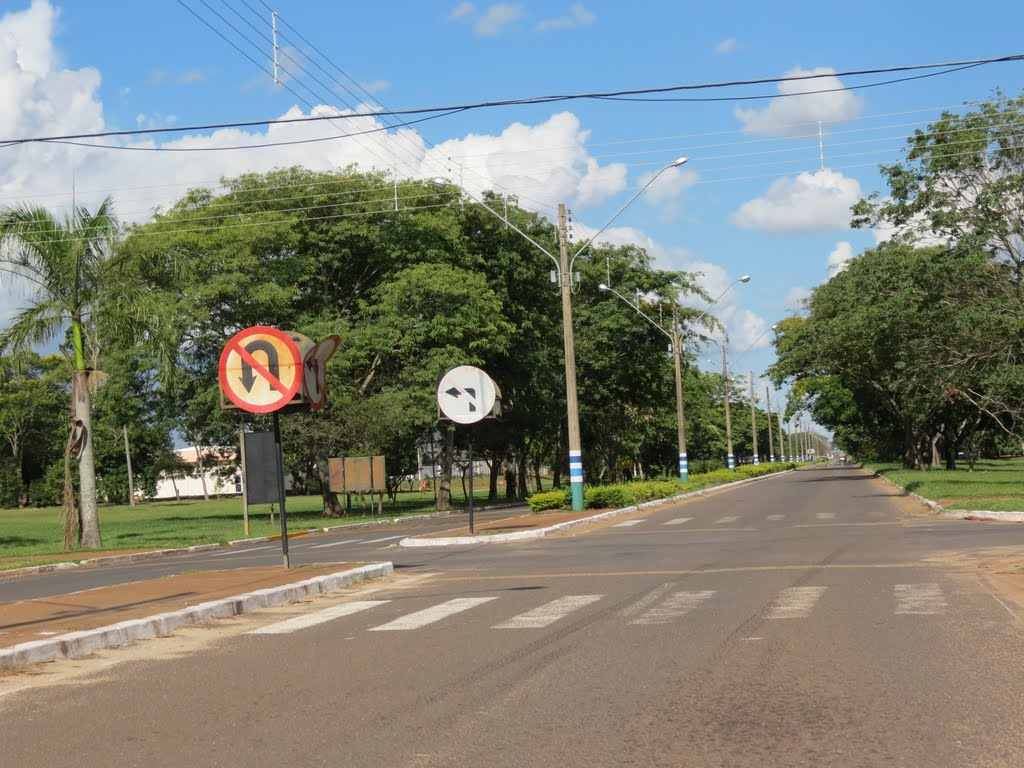
Aspecto local.

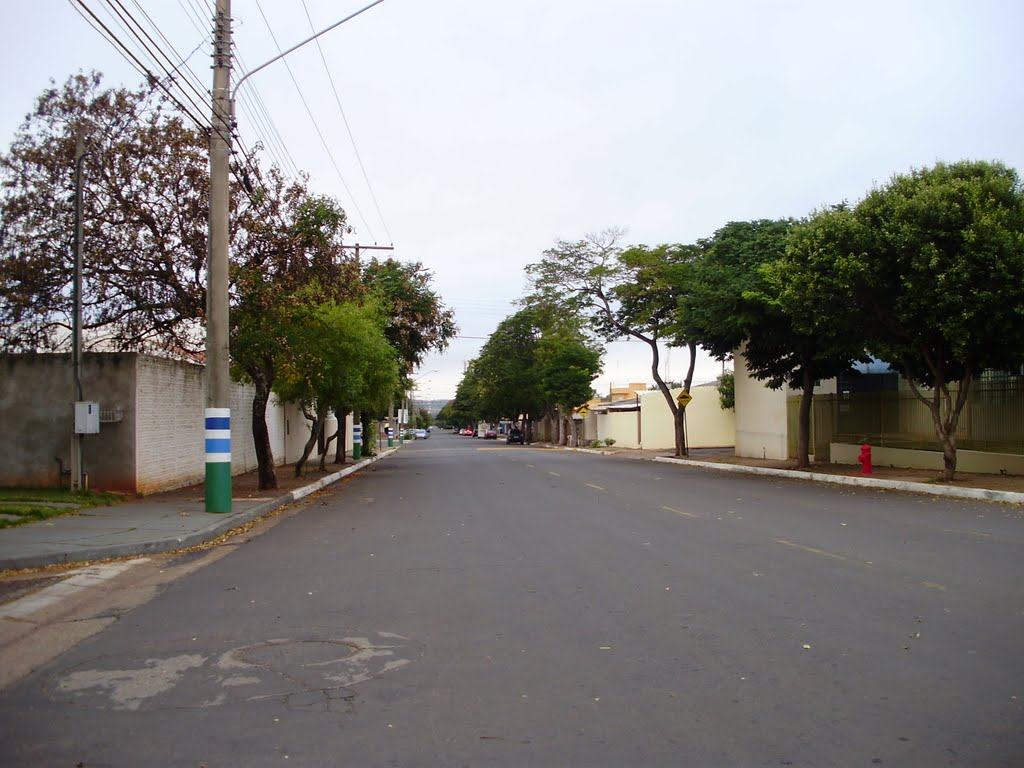
Aspecto local.

Primavera abriga a maior parte da população do município, e apresenta-se hoje como uma localidade indivisível de Rosana, concentrando grande parte do comércio do município, destacando-se os bancos, escolas, instituições e o Fórum da cidade.

### Administração
- Subprefeitura de Primavera[13]

### Registro civil
Atualmente é feito no próprio distrito, pois o Cartório de Registro Civil das Pessoas Naturais do distrito sede de Rosana está instalado em Primavera.

### Saúde
- Hospital Estadual de Primavera

### Educação
São quatro escolas públicas, sendo duas estaduais e duas municipais, além de colégios particulares e colégios técnicos. No ensino superior conta com duas universidades: um Campus da UNESP e o Centro de Ensino Superior de Primavera (CESPRI).

### Saneamento
O serviço de abastecimento de água é feito pela Companhia de Saneamento Básico do Estado de São Paulo (SABESP).

### Energia
A responsável pelo abastecimento de energia elétrica é a Neoenergia Elektro, antiga CESP.

### Telecomunicações
O distrito era atendido pela Telecomunicações de São Paulo (TELESP), que inaugurou a central telefônica utilizada até os dias atuais. Em 1998 esta empresa foi vendida para a Telefônica, que em 2012 adotou a marca Vivo para suas operações.

## Religião

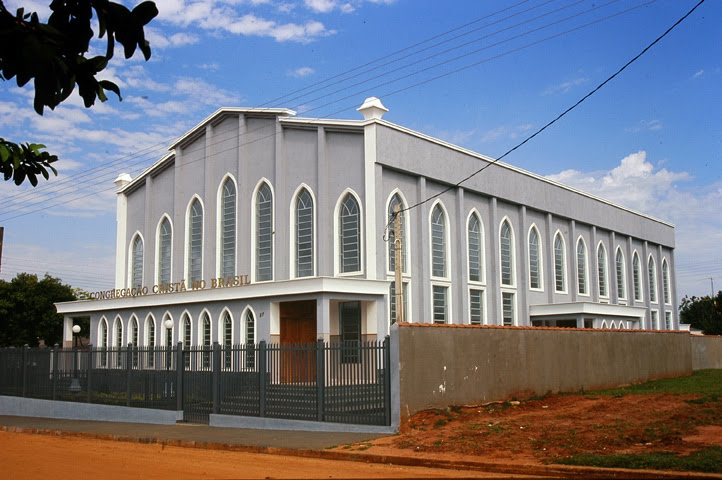
Congregação Cristã no Brasil.

O Cristianismo se faz presente no distrito da seguinte forma:

### Igreja Católica
- A igreja faz parte da Diocese de Presidente Prudente[25].

### Igrejas Evangélicas
- Congregação Cristã no Brasil[26].